# Margaret Mercadal Camps
Margaret Mercadal Camps (Maó, 1983) és una política menorquina, diputada al parlament de les Illes Balears en la VIII i IX legislatures.
Llicenciada en enginyeria agrònoma, ha treballat com a autònoma en un despatx d'urbanisme. És vocal del consell regulador de la Denominació d'origen del formatge de Maó.
Fou escollida diputada independent dins de les llistes del Partido Popular de Menorca a les eleccions al Parlament de les Illes Balears de 2011. Poc després va renunciar al seu escó quan fou nomenada directora general de Medi Rural i Marí. Fou reelegida a les eleccions al Parlament de les Illes Balears de 2015.